# Tanacetum songaricum
Tanacetum songaricum — вид рослин з роду пижмо (Tanacetum) й родини айстрових (Asteraceae).

## Опис
Рослина сіро запушена. Прикореневі листки 8–10 см, на довгих ніжках, широколінійні, 3-перисторозсічені, сегменти ланцетні, ушир 1 мм. Стеблові листки дрібніші, сидячі. Квіткові голови поодинокі. Язички 8–14 мм.

## Середовище проживання
Поширений у Казахстані.